# Das gefangene Herz
Das gefangene Herz (Alternativtitel: Stille Helden, Originaltitel: The Captive Heart) ist ein britischer Kriegsfilm von Basil Dearden aus dem Jahr 1946. Das Drehbuch basiert auf einer Erzählung von Patrick Kirwan. Die Erstaufführung in Deutschland fand 1947 statt.

## Handlung
Nach der Schlacht um Dünkirchen im Zweiten Weltkrieg geraten viele alliierte Soldaten in deutsche Kriegsgefangenschaft. Unter ihnen befindet sich auch Karel Hasek, ein tschechischer Offizier, der aus einem Konzentrationslager entweichen konnte und nun als Tarnung die Identität eines toten britischen Offiziers, Captain Geoffrey Mitchell, angenommen hat.
Haseks Kameraden decken seinen Betrug auf, doch die Kommandeure unter ihnen befehlen, Hasek zu decken. Um mögliche Verdachtsmomente der Deutschen zu zerstreuen, schreibt Hasek Briefe an Mitchells Frau Celia. Vor dem Krieg war die Ehe erkaltet, doch die Briefe lassen Celias Liebe zu ihrem Mann neu entfachen.
Ein Offizier der Gestapo kommt ins Gefangenenlager. Er glaubt, Hasek zu kennen. Die Briefe können jedoch verhindern, dass der Offizier Hasek sofort entlarvt. Zudem schaffen es die englischen Offiziere, Haseks Namen auf eine Liste freizulassender Gefangener zu setzen.
Hasek wird freigelassen und nach England verschifft. Er sucht Celia auf und will sie informieren, dass ihr Mann in Wahrheit gefallen sei und dass er seine Identität angenommen habe, um sein Leben zu retten. Sie unterbricht ihn und gesteht ihm, dass sie sich in ihn verliebt habe und mit ihm zusammen sein wolle.

## Kritiken
„Schauspielerisch vorzügliches Melodram mit verhaltenem Humor.“

“The film's tinderbox tension is relieved with a joyous finale, which utilizes a fireworks display as adroitly as Hitchcock did in ‚To Catch a Thief‘.”

„Die Zunderbüchsenspannung des Films wird durch ein freudiges Finale gelockert, bei dem ein Feuerwerk genauso geschickt eingesetzt wird wie bei Hitchcock in ‚Über den Dächern von Nizza‘.“

## Hintergrund
Einige Szenen des Films wurden in dem ehemaligen Kriegsgefangenenlager Marlag bei Westertimke in Niedersachsen gedreht. Einige der Darsteller und der Großteil der Komparsen waren im Zweiten Weltkrieg Soldaten, viele von ihnen gerieten auch in deutsche Kriegsgefangenschaft.
Gordon Jackson ist den deutschen Fernsehzuschauern als Butler Hudson in der Serie Das Haus am Eaton Place und als CI-5-Chef George Cowley in der Serie Die Profis bekannt. Rachel Kempson spielt hier das zweite Mal in einem Kinofilm mit (wiederum mit Michael Redgrave), wobei sie diesmal das erste Mal die Hauptrolle spielt. Auch für Jack Warner und Derek Bond war es der zweite Kinoeinsatz.
Die Rollen der Deutschen wurden mit deutschen bzw. deutschstämmigen Schauspielern besetzt. Unter ihnen waren Karel Štěpánek, Friedrich Richter und Frederick Schiller.
Für Co-Autor Guy Morgan war es die erste Arbeit an einem Drehbuch, für Alan Rawsthorne die zweite Arbeit an einem Kinofilm als Komponist.